# Colombier (Côte-d’Or)
Colombier ist eine französische Gemeinde mit 66 Einwohnern (Stand 1. Januar 2022) im Département Côte-d’Or in der Region Bourgogne-Franche-Comté. Sie gehört zum Arrondissement Beaune und zum Kanton Arnay-le-Duc.
Nachbargemeinden sind Crugey im Norden, Thorey-sur-Ouche im Südosten und Chaudenay-la-Ville im Westen.

## Weblinks

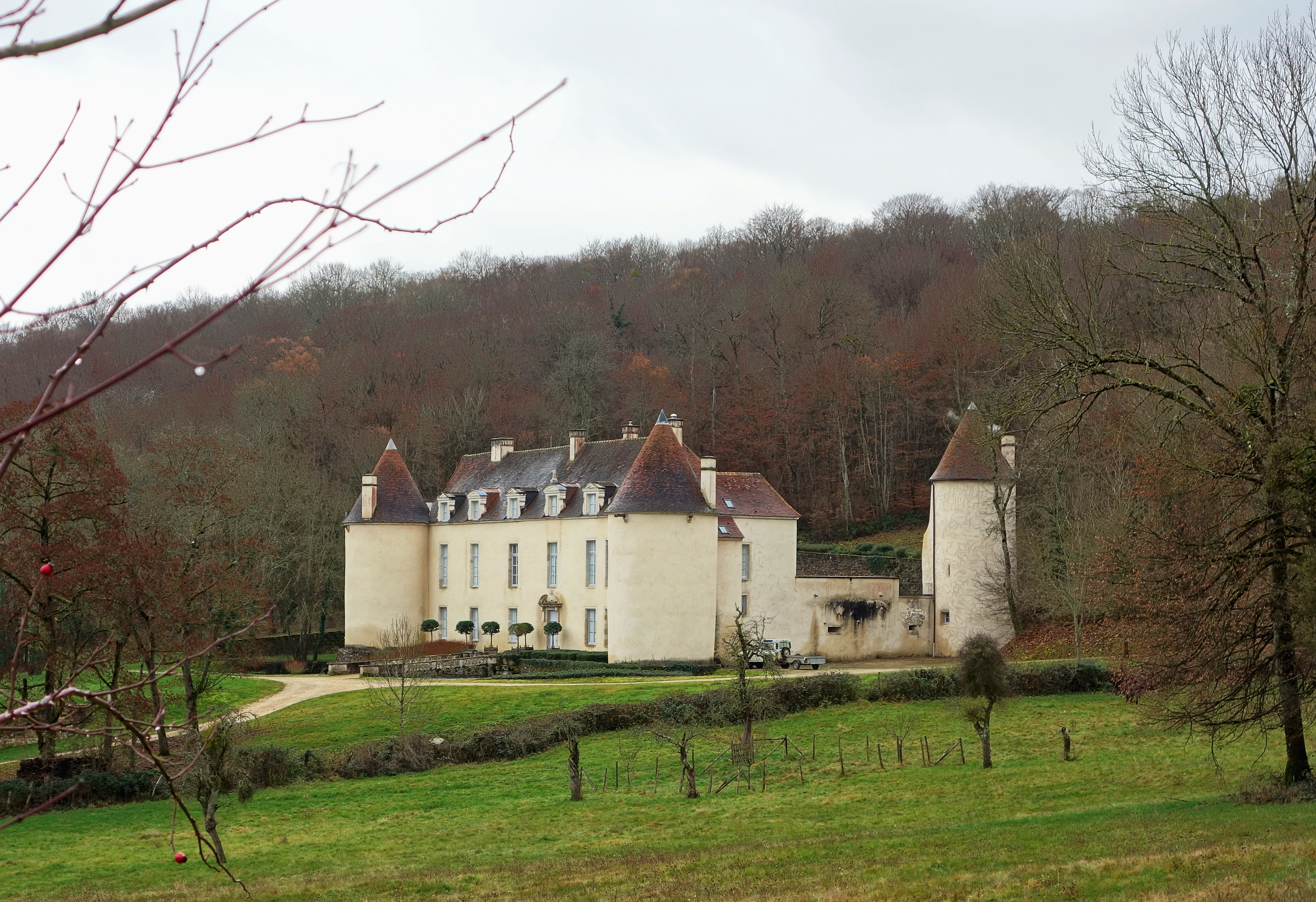
Schloss von Colombier

## Bevölkerungsentwicklung
| Jahr                       | 1962 | 1968 | 1975 | 1982 | 1990 | 1999 | 2008 | 2015 |
| -------------------------- | ---- | ---- | ---- | ---- | ---- | ---- | ---- | ---- |
| Einwohner                  | 58   | 64   | 44   | 45   | 45   | 51   | 56   | 58   |
| Quellen: Cassini und INSEE |      |      |      |      |      |      |      |      |